# 伊斯帕尼
伊斯帕尼（義大利語：Ispani），是意大利萨莱诺省的一个市镇。总面积8.3平方公里，人口1006人，人口密度121.2人/平方公里（2009年）。ISTAT代码为065059。